# Турска на Светском првенству у атлетици на отвореном 2017.
Турска је на Светском првенству у атлетици на отвореном 2017. одржаном у Лондону од 4. до 13. августа, учествовала шеснаести пут, односно учествовала је на свим светским првенствима одржаним до данас. Према пријави репрезентацију Турске представљало је 26 атлетичара (19 мушкараца и 7 жена), који су се такмичили у 18 атлетских дисциплина (11 мушких и 7 женских).,
На овом првенству Турска је по броју освојених медаља делила 11. место са 2 освојене медаље (злато и сребро). У табели успешности према броју и пласману такмичара који су учествовали у финалним такмичењима (првих 8 такмичара) Турска је са 4 учесника у финалу делила 19. место са 21 бодом.
| Плас. | Земља  | 1. место | 2. место | 3. место | 4. место | 5. место | 6. место | 7. место | 8. место | Бр. финал. | Бод. |
| ----- | ------ | -------- | -------- | -------- | -------- | -------- | -------- | -------- | -------- | ---------- | ---- |
| =19.  | Турска | 1        | 1        | 0        | 0        | 1        | 0        | 1        | 0        | 4          | 21   |

## Учесници
| Мушкарци: - Жак Али Харви — 100 м, 4х100 м - Емре Зафер Барнес — 100 м, 4х100 м - Рамил Гулијев — 200 м, 4х100 м - Полат Кембоји Арикан — 10.000 м - Кан Киген Озбилен — Маратон - Мерт Гирмалегесе — Маратон - Еркан Муслу — Маратон - Јасмани Копељо — 400 м препоне - Тарик Лагат Акдаг — 3.000 м препреке - Јигиџан Хемикоглу — 4х100 м - Ахмет Касап — 4х400 м - Батухан Алтинташ — 4х400 м - Махсум Коркмаз — 4х400 м - Јавуз Џан — 4х400 м - Ерсин Тацир — 20 км ходање - Мерт Атли — 20 км ходање - Салих Коркмаз — 20 км ходање - Озкан Балтаџи — Бацање кладива - Ешреф Апак — Бацање кладива | Жене: - Мерјем Акдаг — 1.500 м - Јасемин Џан — 5.000 м, 10.000 м - Фадиме Челик — Маратон - Озлем Каја — 3.000 м препреке - Тугба Гувенц — 3.000 м препреке - Кивилџим Каја Салмана — Бацање кладива - Еда Тугсуз — Бацање копља |

## Освајачи медаља (2)

### злато (1)
- Рамил Гулијев — 200 м

### сребро (1)
- Јасмани Копељо — 400 м препоне

## Резултати

### Мушкарци
| Атлетичар                                                       | Дисциплина       | Лични рекорд | Предтакмичење     | Предтакмичење     | Квалификације         | Квалификације | Полуфинале           | Полуфинале        | Финале                | Финале       | Детаљи |
| Атлетичар                                                       | Дисциплина       | Лични рекорд | Резултат          | Место             | Резултат              | Место         | Резултат             | Место             | Резултат              | Место        | Детаљи |
| --------------------------------------------------------------- | ---------------- | ------------ | ----------------- | ----------------- | --------------------- | ------------- | -------------------- | ----------------- | --------------------- | ------------ | ------ |
| Жак Али Харви                                                   | 100 м            | 9,92 НР      | слободан          | слободан          | 10,13 КВ              | 2. у гр. 1    | 10,16                | 4. у гр. 2        | Нису се квалификовали | 12 / 58 (62) |        |
| Емре Зафер Барнес                                               | 100 м            | 10,12        | 10,22 КВ          | 1. у гр. 2        | 10,22 кв              | 4. у гр. 2    | 10,27                | 6. у гр. 3        | Нису се квалификовали | 18 / 58 (62) |        |
| Рамил Гулијев                                                   | 200 м            | 19,88 НР     |                   |                   | 20,16 КВ              | 1. у гр. 4    | 20,17 КВ             | 1. у гр. 3        | 20,09                 |              |        |
| Полат Кембоји Арикан                                            | 10.000 м         | 27:35,50     |                   |                   |                       |               | Није завршио трку    | Није завршио трку |                       |              |        |
| Кан Киген Озбилен                                               | маратон          | 2:06:10 НР   | 2:14:29 ЛРС       | 14 / 71 (100)     |                       |               |                      |                   |                       |              |        |
| Мерт Гирмалегесе                                                | маратон          | 2:11:56      | 2:17:36           | 29 / 71 (100)     |                       |               |                      |                   |                       |              |        |
| Еркан Муслу                                                     | маратон          | 2:16:45      | Није завршио трку | Није завршио трку |                       |               |                      |                   |                       |              |        |
| Јасмани Копело                                                  | 400 м препоне    | 47,92 НР     | 49,13 КВ          | 1. у гр. 3        | 48,91 КВ              | 2 у гр. 3     | 48,49                |                   |                       |              |        |
| Тарик Лагат Акдаг                                               | 3.000 м препреке | 8:08,59      | 8:53,42           | 10. у гр. 3       |                       |               | Није се квалификовао | 44 / 44 (45)      |                       |              |        |
| Јигиџан Хемикоглу Жак Али Харви Емре Зафер Барнес Рамил Гулијев | 4 х 100 м        | 38,30 НР     | 38,44 кв, НРС     | 4. у гр. 1        | 38,73                 | 7 / 14 (16)   |                      |                   |                       |              |        |
| Ахмет Касап Батухан Алтинташ Махсум Коркмаз Јавуз Џан           | 4 х 400 м        | 3:02,22 НР   | 3:15,45           | 8. у гр. 1        | Нису се квалификовали | 16 / 16       |                      |                   |                       |              |        |
| Ерсин Тацир                                                     | 20 км ходање     | 1:22:19 НР   |                   |                   |                       |               | 1:24:43              | 45 / 58 (64)      |                       |              |        |
| Мерт Атли                                                       | 20 км ходање     | 1:23:50      | 1:31:26           | 58 / 58 (64)      |                       |               |                      |                   |                       |              |        |
| Салих Коркмаз                                                   | 20 км ходање     | 1:23:11      | Није завршио трку | Није завршио трку |                       |               |                      |                   |                       |              |        |
| Озкан Балтаџи                                                   | Бацање кладива   | 76,61        | 74,69 кв          | 8. у гр. А        |                       |               | 74,39                | 12 / 32           |                       |              |        |
| Ешреф Апак                                                      | Бацање кладива   | 81,45 НР     | 73,55             | 7. у гр. Б        | Није зсе квалифковао  | 16 / 32       |                      |                   |                       |              |        |

### Жене
| Атлетичар             | Дисциплина       | Лични рекорд | Квалификације      | Квалификације      | Полуфинале            | Полуфинале            | Финале                | Финале       | Детаљи |
| Атлетичар             | Дисциплина       | Лични рекорд | Резултат           | Место              | Резултат              | Место                 | Резултат              | Место        | Детаљи |
| --------------------- | ---------------- | ------------ | ------------------ | ------------------ | --------------------- | --------------------- | --------------------- | ------------ | ------ |
| Мерјем Акдаг          | 1.500 м          | 4:05,47      | 4:12,51            | 11. у гр. 2        | Није се квалификовала | Није се квалификовала | Није се квалификовала | 37 / 43 (44) |        |
| Јасемин Џан           | 5.000 м          | 14:36,82     | 15:08,20           | 8. у гр. 1         |                       |                       | Није се квалификовала | 16 / 43 (44) |        |
| Јасемин Џан           | 10.000 м         | 30:26,41     |                    |                    |                       |                       | 31:35,48              | 11 / 31 (33) |        |
| Фадиме Челик          | Маратон          | 2:40:31      | Није завршила трку | Није завршила трку |                       |                       |                       |              |        |
| Олзем Каја            | 3.000 м препреке | 9:30,23      | 9:37,06 ЛРС        | 7. у гр. 2         |                       |                       | Нису се квалификовале | 14 / 40 (42) |        |
| Тугба Гувенц          | 3.000 м препреке | 9:36,14      | 9:58,07            | 14. у гр. 3        | 38 / 40 (42)          |                       | Нису се квалификовале |              |        |
| Кивилџим Каја Салмана | Бацање кладива   | 72,55        | 67,76              | 7. у гр. А         | 15 / 30 (32)          |                       | Нису се квалификовале |              |        |
| Еда Тугсуз            | Бацање копља     | 67,21 НР     | 63,87 КВ           | 3. у гр. А         | 64,52                 | 5 / 30 (31)           |                       |              |        |